# Карл II де Бурбон
Карл (Шарль) II де Бурбон (фр. Charles II de Bourbon, 1434, Мулен — 13 сентября 1488, Лион) — архиепископ Лиона с 1444, кардинал с 1476, администратор епископства Клермон с 1476, герцог де Бурбон и д'Овернь, граф де Клермон-ан-Бовези и де Форе, сын Карла I, герцога Бурбонского и Агнессы Бургундской, представитель Дома Бурбонов. Избранный архиепископом Лиона в возрасте 10 лет, благодаря влиянию семьи, и позже ставший кардиналом, он также был герцогом Бурбонским в течение короткого промежутка времени в апреле 1488 года, унаследовав владения старшего брата Жана II Доброго.

## Биография
Как младший сын, он был еще в раннем возрасте предназначен для служения церкви, хотя он сам не испытывал стремления к этому, и был более известен своей распущенностью (у него была внебрачная дочь), чем благочестием. Карл был известен, как покровитель искусств, расточая деньги на Лионский собор — часовню Бурбонов в Лионе, который он спонсировал с 1486 году (что было продолжено после его смерти его братом Пьером II).
13 марта 1443 года Карл стал каноником в Лионе, а 7 апреля 1444 года в возрасте 10 лет был избран архиепископом Лиона. Это избрание было подтверждено после смерти в 1446 году архиепископа Лиона Жоффруа II, занимавшего эту кафедру с 1444 году. Во время малолетства Карла архиепископством управляли Роллен, епископ Отёна (в 1446—1447 годах), Дю Гуи, епископ Орлеана (в 1447—1449 годах), а с 1449 и до 1469 года епископ Пюи Жан де Бурбон, незаконный сын герцога Жана I, дядя Карла.
В 1472—1476 годах Карл был папским легатом в Авиньоне. 10 марта 1476 года он получил под управление епископство Клермон, а 18 декабря того же года папа Сикст IV возвёл его в кардиналы.
Когда его старший брат Жан II де Бурбон умер 1 апреля 1488 года, Карл предъявил претензии на его наследство, как самый близкий родственник. Его права были однако оспорены его младшим братом Пьером де Божё и его женой Анной Французской, регентшей Франции при малолетнем брате Карле VIII. В итоге Пьер и Анна 10 апреля силой завладели землями герцогства Бурбон. 15 апреля члены Королевского Совета, посланные Анной чтобы «утешить кардинала по случаю смерти его брата», вынудили Карла подписать отказ от любых претензий на наследство брата в обмен на финансовую компенсацию. Несколько позже, в том же году Карл скоропостижно скончался в своем особняке в Лионе при странных обстоятельствах. Его короткий срок пребывания герцогом Бурбонским с 1-го по 15-е апреля 1488 года был однако подтвержден в 1505 году, когда Карл де Монпансье стал герцогом Бурбонским под именем Карл III.

## Дети
От любовницы по имени Габриель Бартрин Карл имел одну незаконную дочь:
- Изабелла (ум. до 4 сентября 1497), узаконена в июле 1491; муж: Жильбер де Шантело, сеньор де Ла Шез